# Alfred Jakoubek

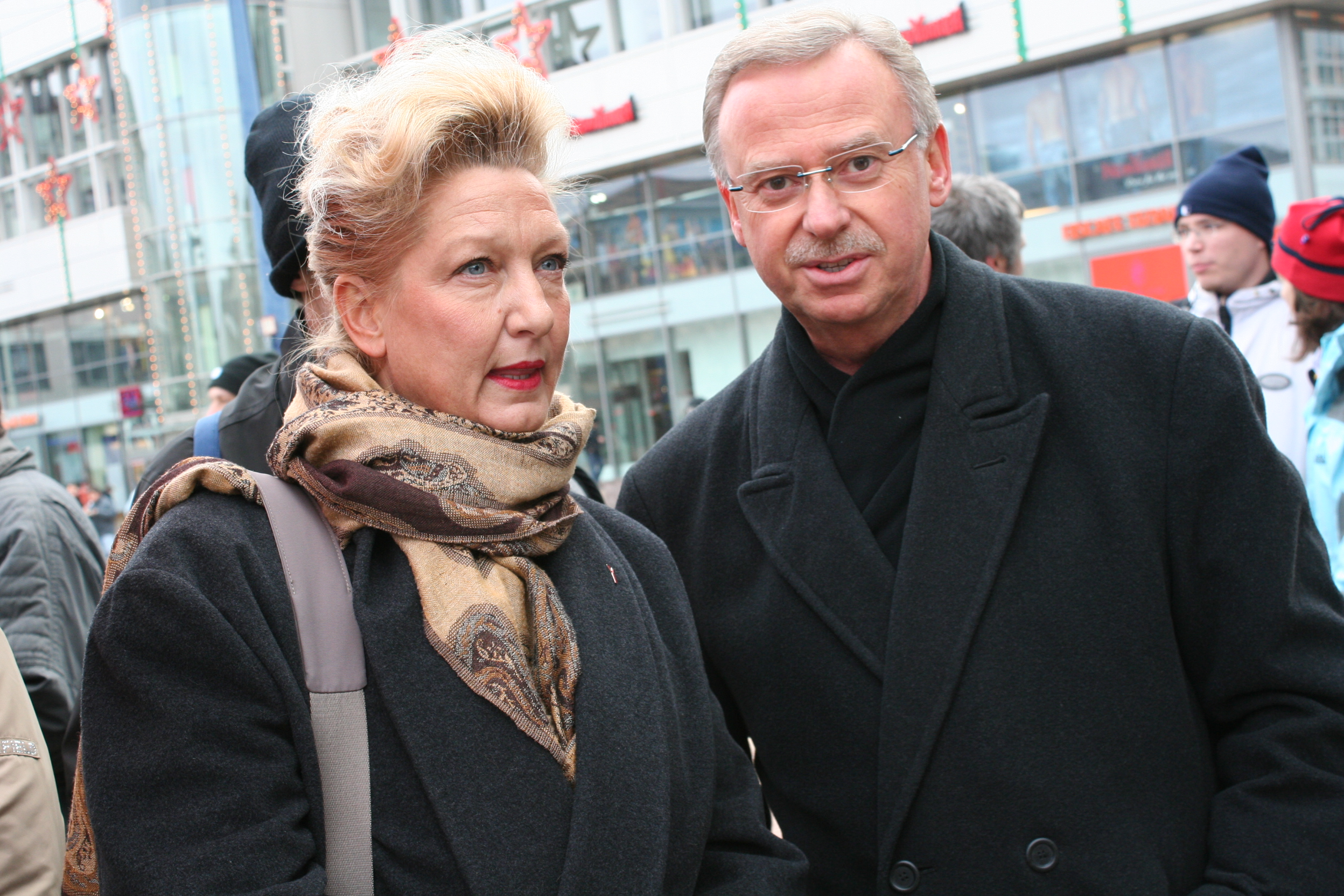
Alfred Jakoubek mit Dagmar Metzger

Alfred Jakoubek (* 11. August 1950 in Darmstadt) ist ein deutscher Kommunalpolitiker. Er war vom 1. Oktober 1997 bis zum 30. September 2009 Landrat des Landkreises Darmstadt-Dieburg in Hessen.

## Biographie
Jakoubek erhielt eine Ausbildung zum Diplom-Verwaltungswirt (FH). In der Zeit von 1972 bis 1982 war er Gemeindevertreter in Roßdorf und Vorsitzender des Haupt- und Finanzausschusses, stellvertretender Fraktionsvorsitzender und Fraktionsvorsitzender. Zwischen 1985 und dem 30. September 1997 wirkte er als Vorsitzender der Verbandsversammlung des Regionalen Nahverkehrsverbandes Darmstadt-Dieburg und von 1987 bis 1997 als Vorsitzender der Kreisversammlung der Bürgermeister des Hessischen Städte- und Gemeindebundes im Landkreis Darmstadt-Dieburg.
Bis zum 30. September 1993 war Jakoubek Finanzausschussvorsitzender des Hessischen Städte- und Gemeindebundes, davor zwei Jahre stellvertretender Vorsitzender. Von 1989 bis zum 30. September 1997 war er Mitglied des Kreistages Darmstadt-Dieburg und von 1993 bis zum 30. September 1997 stellvertretender Fraktionsvorsitzender der SPD-Kreistagsfraktion. Von 1989 bis 1997 war er Vorsitzender der Verbandsversammlung des Zweckverbandes Abfallverwertung Südhessen (ZAS).
Zwischen 1983 und 1997 war Jakoubek hauptamtlicher Bürgermeister der Gemeinde Roßdorf und vom 1. Oktober 1997 bis zum 30. September 2009 Landrat des Landkreises Darmstadt-Dieburg.
Jakoubek ist Präsident des Hessischen Landkreistages, Vorstandsvorsitzender des Zweckverbandes Abfallverwertung Südhessen und der Darmstadt-Dieburger Nahverkehrsorganisation (DADINA). Daneben sitzt er in den Aufsichtsräten der Rhein-Main-Verkehrsverbund GmbH (RMV), der Gesellschaft für Integriertes Verkehrsmanagement mbH und der HEAG-Verkehrs GmbH, bei letzterer ist er seit 2003 stellvertretender Vorsitzender.
Kraft seines Amtes als Landrat ist er außerdem Vorsitzender des Sparkassenzweckverbandes Dieburg, des Verwaltungsrates der Zweckverbandssparkasse Dieburg, des Verwaltungsrates der Sparkasse Darmstadt, stellvertretender Vorstandsvorsitzender des Zweckverbandes Tierkörperbeseitigung, Aufsichtsrat der HEAG Südhessischen Energie AG und Vorstandsbeirat des Gemeindeversicherungsverbandes.
Weiterhin ist er u. a. Vorsitzender der Vereine „Standortmarketing Darmstadt-Dieburg“ e. V. und „Europäischer Partnerschaftsverein“ (i. Gr.).
Alfred Jakoubek ist verheiratet und hat zwei Kinder.